# Col de Morbieux
Le col de Morbieux  est un col situé dans le département des Vosges en France. Il se trouve à une altitude de 791 mètres.

## Géographie
Il permet, à travers une route de montagne sinueuse, de relier Saulxures-sur-Moselotte à Ramonchamp. En limite de ces deux communes en forêt domaniale du Géhant, il est à proximité des sommets de la tête du Midi (956 m), du Grand Coteau (905 m), de l'Aireu (891 m), des Poncés (903 m) et de l'Homant (900 m).

## Histoire
Il abrite une stèle à la mémoire des Forces françaises de l'intérieur morts pour la libération de Saulxures-sur-Moselotte en octobre 1944. En effet, début octobre 1944, le col de Morbieux et la forêt du Géhant furent le siège de combats violents entre les troupes françaises de la 1re armée (3e DIA et goums), majoritairement composées des 3e RTA, 1er RCP et plusieurs tabors marocains, et les troupes allemandes.